# Middelburgsche Compagnie

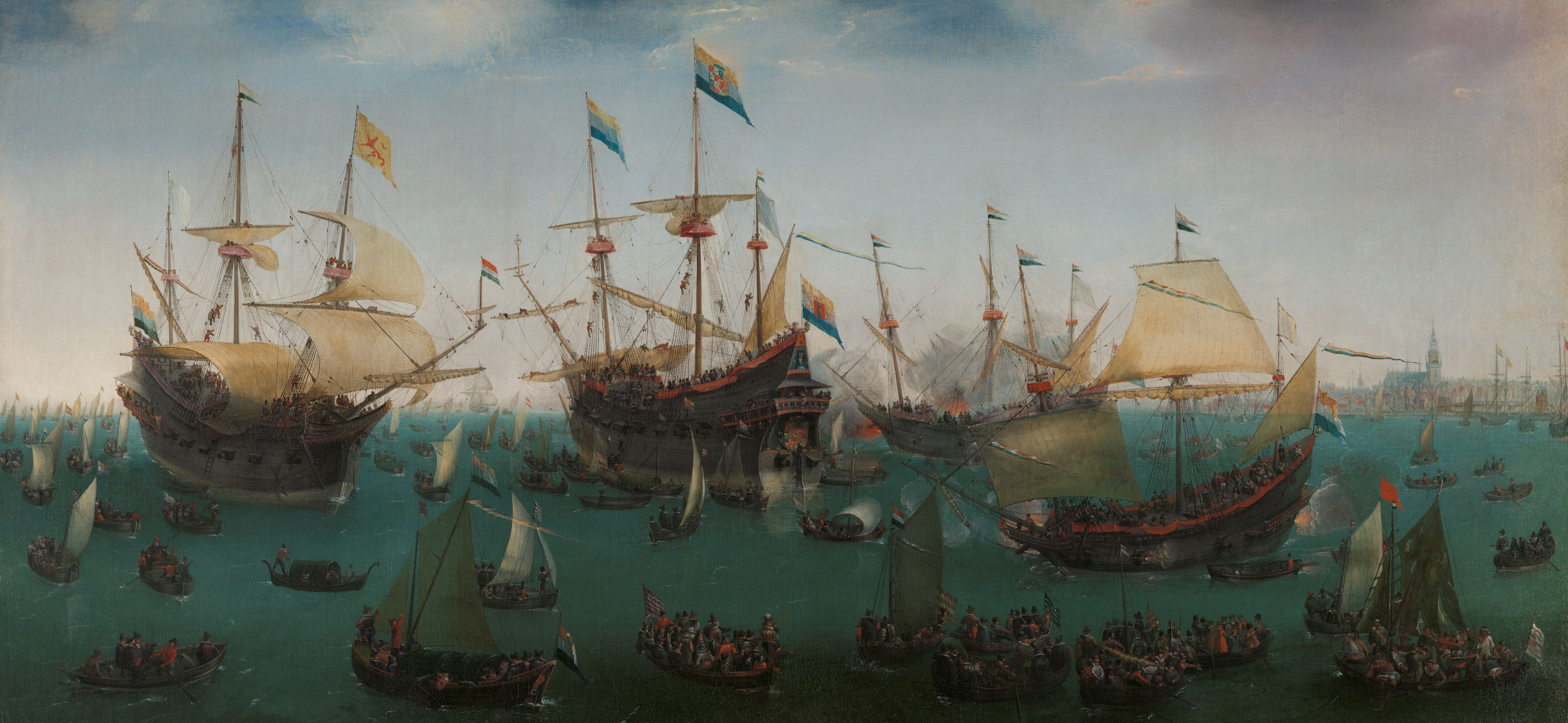
Terugkeer van de tweede Azië-expeditie van Jacob van Neck in 1599 door Cornelis Vroom (ca. 1591-1661)

De Middelburgsche Compagnie (Compagnie van Ten Haeff) of Middelburgse Compagnie was een voorcompagnie van de Republiek der Zeven Verenigde Nederlanden. De expeditie vertrok op 25 maart 1598 onder leiding van Gerard le Roy en bestond uit de schepen de Zon, de Langebarke en de Maan. De Maan is snel vergaan: ze kapseisde bij het afvuren van saluutschoten in de wateren rond Dover. Le Roy voer met de andere twee schepen naar Bantam en keerde met een lading peper eind mei 1600 weer terug in Zeeland. De Middelburgsche Compagnie van Adriaen Hendricksz ten Haeff, burgemeester van Middelburg fuseerde daarna met een deel van de Veersche Compagnie en vormde zo de Verenigde Zeeuwse Compagnie.